# Ноель Реддінг

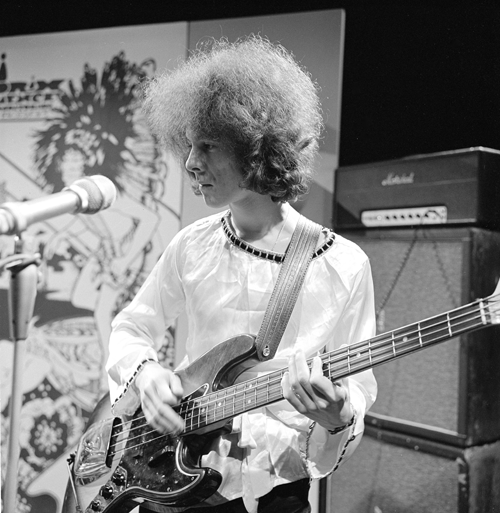
Ноель Реддінг

Ноель Реддінг (англ. Noel Redding; справжнє ім'я Девід Реддінг; 25 грудня 1945, Фолкстоуй, Англія — 11 травня 2003, Корк, Ірландія) — англійський музикант, відомий як бас-гітарист групи The Jimi Hendrix Experience, в якій грав з 1966 року.
Незважаючи на значний успіх, через розбіжності з Хендріксом відразу після виходу знаменитого альбому Electric Ladyland в 1968 році заснував свою групу The Fats, а в 1969 остаточно залишив The Jimi Hendrix Experience. В 1998 році Реддінг приїжджав на гастролі до Москви на запрошення Стаса Наміна. 11 травня 2003 був знайдений мертвим в своєму будинку в Ірландії.

## Дискографія
The Jimi Hendrix Experience
- 1967 — Are You Experienced
- 1967 — Axis: Bold as Love
- 1968 — Electric Ladyland
- 1968 — Smash Hits
- 1972 — War Heroes
- 1989 — Radio One Sessions
- 1998 — BBC Sessions
- 2004 — The Experience Sessions

Fat Mattress
- 1969 — Fat Mattress
- 1970 — Fat Mattress II

сингли
- - «Naturally»/«Iridescent Butterfly» (Polydor 56352) 1969.
  - «Magic Lanterns»/«Bright New Way» (Polydor 56367) 1970.
  - «Highway»/«Black Sheep Of The Family» (Polydor 2058 053) 1970.

Road
- 1972 — Road

Noel Redding Band (The Clonakilty Cowboys)
- 1975 — Clonakilty Cowboys
- 1976 — Blowin

синглы
- - «Roller Coaster Kids»/«Snowstorm» (RCA 2662).
  - «Take It Easy»/«Back On The Road Again» (RCA PB 9026).